# 路易吉·曼内利
路易吉·曼内利（義大利語：Luigi Mannelli，1939年2月21日—2017年3月14日），意大利男子水球运动员。他曾代表意大利参加1956年和1960年夏季奥林匹克运动会水球比赛，分别获得第四名和金牌。